# 萨尔瓦多国徽
薩爾瓦多國徽為圓形。中間為等邊三角形，自上而下繪有彩虹、被自由之竿撐起的自由之帽（周圍有光芒並寫有該國獨立的日子1821年9月15日）、五座火山和太平洋。外面有五面國旗，並環以月桂枝條（十四對葉子代表了十四個省）。綬帶書有國家格言「上帝、團結、自由」。最外面以金色字書有「中美洲薩爾瓦多共和國」的字樣，說明了薩國曾經是中美洲聯邦的成員。
- 中美洲联邦共和国 (1823-1825)
- 中美洲联邦共和国 (1825-1841)
- 中美洲国家代表处 (1851-1853)
- 中美洲共和国（西班牙语：República de América Central）(1895-1898)
- 萨尔瓦多共和国 (1877-1912)
- 萨尔瓦多共和国 (1912–至今)